# هیفومی آبه
هیفومی آبه (انگلیسی: Hifumi Abe؛ زادهٔ ۹ اوت ۱۹۹۷) جودوکار اهل ژاپن است.